# Irene (Pacini)
Irene, ossia l'assedio di Messina è una tragedia lirica di Giovanni Pacini su libretto di Gaetano Rossi. L'opera fu rappresentata per la prima volta il 30 Novembre 1833 al Teatro San Carlo di Napoli, con un cast eccezionale, con Maria Malibran che ricopriva il ruolo del titolo.

L'opera è completamente sparita dai cartelloni del teatro del mondo. Pur non essendo stata rappresentata per intera, il famoso mezzosoprano Cecilia Bartoli ha cantato la Scena Ultima dell'opera, Cedi al duol e la relativa stretta Ira del ciel nell'album-recital Maria, dedicato appunto a Maria Malibran.

## Cast della prima assoluta
| Personaggio       | Vocalità     | Interprete          |
| ----------------- | ------------ | ------------------- |
| Eufemio           | basso        | Luigi Lablache      |
| Irene             | mezzosoprano | Maria Malibran      |
| Palmiero          | soprano      | Josepha García-Ruiz |
| Giovanni Bertario | basso        | Antonio Ambrosi     |
| Manfredi          | tenore       | Giovanni David      |
| Gualtiero         | tenore       | Domenico Reina      |
| Sergio            | basso        | Michele Benedetti   |
| Abdul             | tenore       | Lorenzo Lombardi    |

## Trama dell'opera
(Tommaso Fazello, Storia di Sicilia - Citato da Gaetano Rossi nell'incipit del libretto)
L'opera è ambientata durante la Conquista islamica della Sicilia. Eufemio sta invadendo l'isola, e l'ultima tappa è Messina, che ancora resiste, aiutata dall'Esarca Giovanni Bertario, accanto al quale combattono suo figlio Manfredi e il suo antico rivale Gualtiero. Oltre alla difesa della patria, ad animare l'Esarca è la vendetta: Eufemio aveva sedotto e abbandonato sua sorella, dalla quale aveva avuto due figli, scomparsi dopo la morte della madre.
Dai soldati arabi di Eufemio, ancora divorato dal rimorso per l'abbandono della sposa e la perdita dei figli, viene catturata e condotta al suo cospetto la giovane Irene, adottata con il fratello Palmiero da Gualtiero, innamorata di Manfredi. Eufemio, colpito dalla bellezza e dal contegno della ragazza, le svela i suoi turbamenti, e di ignorare le sorti dei figli, che aveva lasciati in custodia a un amico che ora gli si è ritorto contro. Quando Eufemio svela che si tratta di Gualtiero, Irene comprende la verità: lei e Palmiero sono i figli dell'invasore, e nipoti dell'Esarca: se Eufemio giubila, Irene sfugge spaventata dall'abbraccio paterno, che ha portato la guerra nella sua patria.

La scoperta del legame tra Eufemio, Irene e Palmiero, non ferma la guerra: Manfredi, Gualtiero e Palmiero cercano di liberare Irene dal campo nemico, mentre l'arabo Abdul congiura per togliere il potere ad Eufemio. Nonostante gli assediati, guidati da Palmiero, riescano a dare fuoco alle navi arabe, gli invasori hanno la meglio; negli scontri hanno trovato la morte Palmiero, Gualtiero e l'Esarca, e il resto della popolazione, guidato dal Ministro Sergio, si prepara ad entrare in Chiesa per suicidarsi e non cadere nelle mani nemiche.
Irene, in mezzo alla piazza di fronte alla Chiesa, prega il padre di risparmiare almeno l'amato Manfredi. Improvvisamente, in un ultimo disperato tentativo di riscossa, il Ministro dà fuoco alla Chiesa, e Manfredi approfitta della distrazione per sfidare a duello Eufemio dentro l'edificio in fiamme, strappando ad Irene un pugnale che l'Esarca le aveva consegnato per morire libera e non vivere sotto il gioco dello straniero: Eufemio viene ucciso dal giovane, e Irene, ripreso il pugnale, si suicida.

## Struttura musicale
- Sinfonia

### Atto I
- N. 1 - Introduzione Sorge il sol (Coro, Manfredi, Gualtiero, Esarca, Ministro)
- N. 2 - Cavatina di Irene Di luna al mesto raggio (Irene, Palmiero, Coro)
- N. 3 - Coro e Duetto fra Eufemio ed Irene Al profeta, alla voce d'Iddio - Da quel dì che il sacro velo
- N. 4 - Finale I Tu macchiar d'infamia osasti (Esarca, Eufemio, Irene, Gualtiero, Manfredi, Palmiero, Coro, Abdul)

### Atto II
- N. 5 - Aria di Palmiero Quando infosca il cielo più nero
- N. 6 - Aria di Manfredi Tempo è ben che qualche luce (Manfredi, Palmiero, Gualtiero, Ministro, Esarca)
- N. 7 - Coro Or che giace in notte oscura (Abdul, Coro)
- N. 8 - Duetto fra Manfredi ed Irene Fuggi, ah! Fuggi, il ciel che mira
- N. 9 - Duetto fra Gualtiero ed Eufemio Mi ravvisa al mio furore
- N. 10 - Preghiera Dio, che discendi dell'uom nel cuore (Esarca, Palmiero, Irene)
- N. 11 - Coro ed Aria Finale di Irene Cari luoghi, patrie mura - Cedi al duol, a me tu cedi (Irene, Eufemio, Manfredi, Ministro, Abdul)